# Arcidiocesi di Florencia
L'arcidiocesi di Florencia (in latino: Archidioecesis Florentiae) è una sede metropolitana della Chiesa cattolica in Colombia. Nel 2021 contava 337.681 battezzati su 508.534 abitanti. È retta dall'arcivescovo Omar de Jesús Mejía Giraldo.

## Territorio
L'arcidiocesi comprende 13 comuni del dipartimento colombiano di Caquetá: Albania, Belén de los Andaquies, Curillo, El Doncello, El Paujil, Florencia, La Montañita, Morelia, Milán, Puerto Rico, San José del Fragua, Solita e Valparaíso.
Sede arcivescovile è la città di Florencia, dove si trova la cattedrale di Nostra Signora di Lourdes.
Il territorio si estende su una superficie di 15.440 km² ed è suddiviso in 36 parrocchie, raggruppate in 3 vicariati: Nuestra Señora de Lourdes, Sagrado Corazón de Jesús e Nuestra Señora de las Mercedes.

### Provincia ecclesiastica
La provincia ecclesiastica di Florencia, istituita nel 2019, comprende le seguenti suffraganee:
- Diocesi di Mocoa-Sibundoy,
- Diocesi di San Vicente del Caguán.

## Storia
Il vicariato apostolico di Florencia fu eretto l'8 febbraio 1951 con la bolla Quo efficacius di papa Pio XII, ricavandone il territorio dal vicariato apostolico di Caquetá (oggi diocesi di Mocoa-Sibundoy).
Il 9 dicembre 1985 cedette una porzione del suo territorio a vantaggio dell'erezione del vicariato apostolico di San Vicente-Puerto Leguízamo (oggi diocesi di San Vicente del Caguán) e contemporaneamente il vicariato apostolico di Florencia fu elevato a diocesi con la bolla Quo expeditius di papa Giovanni Paolo II. La diocesi era suffraganea dell'arcidiocesi di Ibagué.
Il 13 luglio 2019, in forza della bolla Laborantes licet di papa Francesco, la diocesi è stata elevata al rango di arcidiocesi metropolitana.

## Cronotassi dei vescovi
Si omettono i periodi di sede vacante non superiori ai 2 anni o non storicamente accertati.
- Antonio Torasso, I.M.C. † (10 gennaio 1952 - 22 ottobre 1960 deceduto)
- Angelo Cuniberti, I.M.C. † (18 aprile 1961 - 15 novembre 1978 dimesso)
- José Luis Serna Alzate, I.M.C. † (15 novembre 1978 - 8 luglio 1989 nominato vescovo di Líbano-Honda)
- Fabián Marulanda López (22 dicembre 1989 - 19 luglio 2002 dimesso)
- Jorge Alberto Ossa Soto (21 gennaio 2003 - 15 luglio 2011 nominato vescovo di Santa Rosa de Osos)
- Omar de Jesús Mejía Giraldo, dal 27 aprile 2013

## Statistiche
L'arcidiocesi nel 2021 su una popolazione di 508.534 persone contava 337.681 battezzati, corrispondenti al 66,4% del totale.
| anno | popolazione | popolazione | popolazione | presbiteri | presbiteri | presbiteri | presbiteri                | diaconi | religiosi | religiosi | parrocchie |
| anno | battezzati  | totale      | %           | numero     | secolari   | regolari   | battezzati per presbitero | diaconi | uomini    | donne     | parrocchie |
| ---- | ----------- | ----------- | ----------- | ---------- | ---------- | ---------- | ------------------------- | ------- | --------- | --------- | ---------- |
| 1966 | 160.950     | 165.509     | 97,2        | 29         | 3          | 26         | 5.550                     |         | 35        | 62        | 23         |
| 1968 | 180.000     | 187.000     | 96,3        | 35         | 3          | 32         | 5.142                     |         | 39        | 70        | 19         |
| 1976 | 210.000     | 225.000     | 93,3        | 43         | 10         | 33         | 4.883                     |         | 33        | 97        | 23         |
| 1980 | 245.000     | 295.000     | 83,1        | 42         | 8          | 34         | 5.833                     |         | 35        | 92        | 24         |
| 1990 | 280.000     | 300.000     | 93,3        | 31         | 22         | 9          | 9.032                     |         | 9         | 90        | 23         |
| 1999 | 225.000     | 260.000     | 86,5        | 43         | 40         | 3          | 5.232                     |         | 3         | 56        | 26         |
| 2000 | 225.000     | 260.000     | 86,5        | 44         | 41         | 3          | 5.113                     |         | 3         | 67        | 26         |
| 2001 | 225.000     | 260.000     | 86,5        | 47         | 44         | 3          | 4.787                     |         | 3         | 67        | 27         |
| 2002 | 222.000     | 255.000     | 87,1        | 42         | 39         | 3          | 5.285                     |         | 3         | 61        | 27         |
| 2003 | 222.000     | 255.000     | 87,1        | 39         | 37         | 2          | 5.692                     | 3       | 2         | 59        | 28         |
| 2004 | 222.500     | 256.000     | 86,9        | 42         | 40         | 2          | 5.297                     | 3       | 2         | 59        | 28         |
| 2006 | 222.800     | 260.000     | 85,7        | 44         | 40         | 4          | 5.063                     | 3       | 4         | 73        | 30         |
| 2013 | 245.000     | 283.000     | 86,6        | 51         | 48         | 3          | 4.803                     | 3       | 3         | 61        | 33         |
| 2016 | 253.849     | 292.280     | 86,9        | 54         | 52         | 2          | 4.700                     | 3       | 2         | 56        | 33         |
| 2019 | 265.000     | 302.170     | 87,7        | 56         | 54         | 2          | 4.732                     | 3       | 2         | 42        | 35         |
| 2020 | 270.000     | 460.000     | 58,7        | 63         | 61         | 2          | 4.286                     | 4       | 2         | 43        | 35         |
| 2021 | 337.681     | 508.534     | 66,4        | 54         | 52         | 2          | 6.253                     | 4       | 2         | 43        | 36         |